# Francesco Castellacci

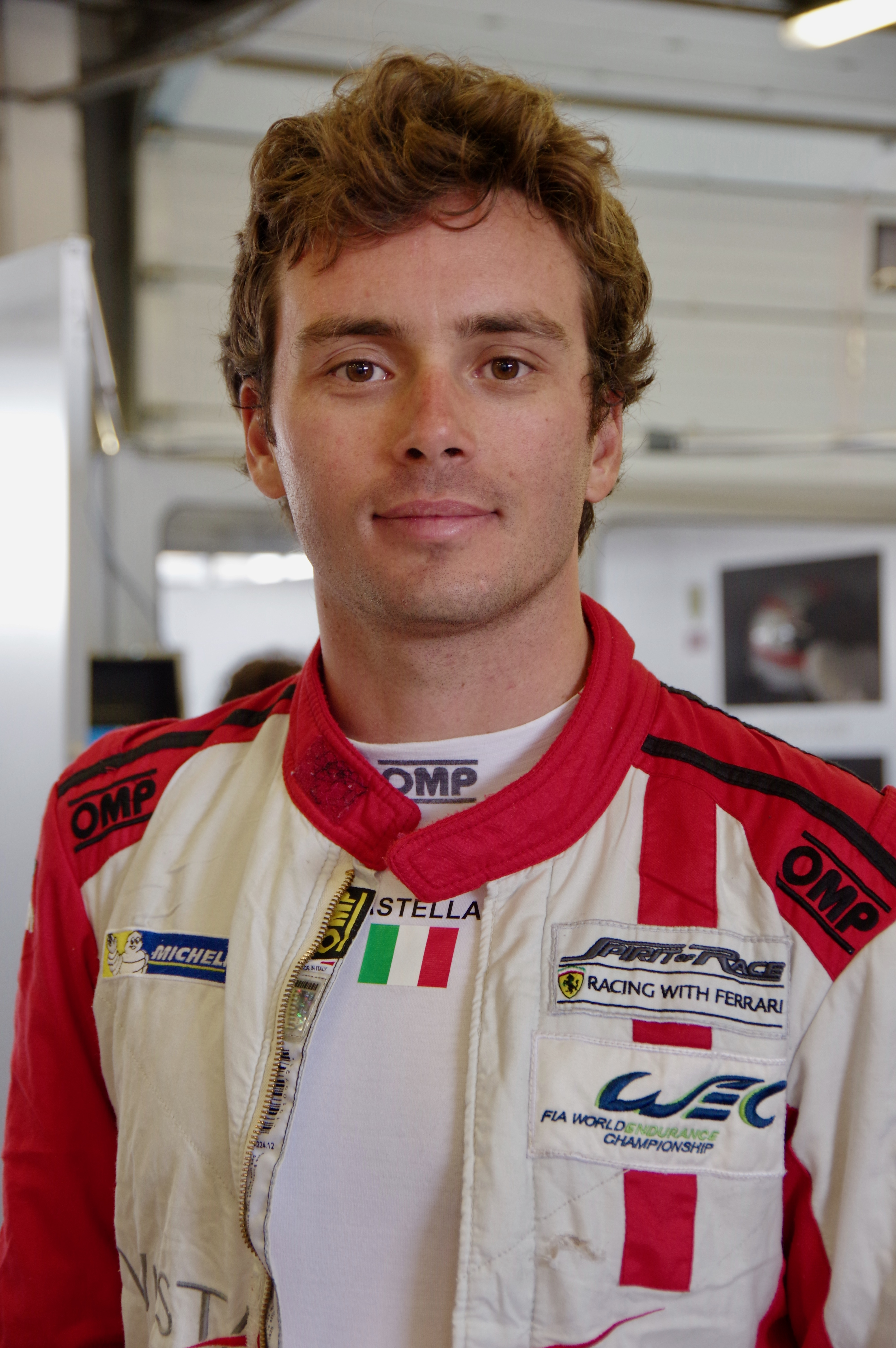
Francesco Castellacci 2019

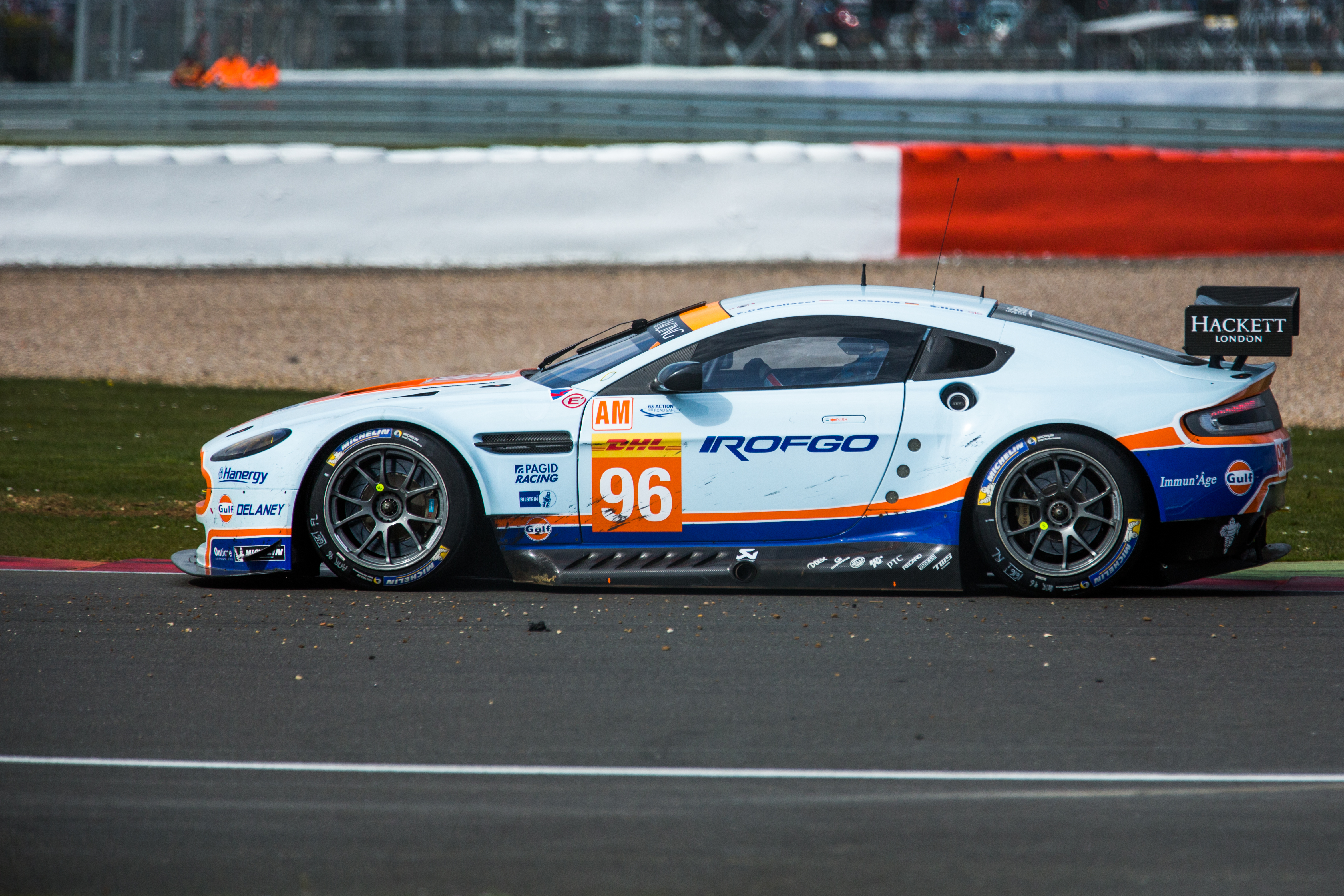
Der von Francesco Castellacci beim 6-Stunden-Rennen von Silverstone 2015 gefahrene Aston Martin Vantage GTE

Francesco Castellacci de Villanova (* 4. April 1987 in Rom) ist ein italienischer Autorennfahrer. Er wurde 2011 zusammen mit Federico Leo FIA-GT3-Europameister. 2012 startet er in der FIA-GT1-Weltmeisterschaft.

## Karriere
Castellacci begann sein Motorsportkarriere 2006 im Formelsport. Er startete in der Formel Azzurra und wurde Achter in der Fahrerwertung. 2007 trat er für Alan Docking Racing in der britischen Formel-3-Meisterschaft an. Er blieb ohne Punkte und erreichte nur zweimal die Top 20. 2008 wechselte Castellacci zu Lucidi Motors in die italienische Formel-3-Meisterschaft. Während sein Teamkollege Mirko Bortolotti die Meisterschaft gewann, stand Castellacci sechsmal auf dem Podium. Er blieb sieglos. In der Fahrerwertung belegte er den vierten Rang. 2009 ging er für das Prema Powerteam in der italienischen Formel 3 an den Start. Er wurde intern von Daniel Campos-Hull, der Fünfter wurde, geschlagen und schloss die Saison auf dem achten Platz ab. Ein dritter Platz war seine einzige Podest-Platzierung der Saison. 2010 begann Castellacci seine dritte Saison in der italienischen Formel-3-Meisterschaft für RC Motorsport. Er nahm an zwei Rennwochenenden nicht teil und erzielte mit einem sechsten Platz nur einmal Punkte. In der Endabrechnung erreichte er den 18. Platz. Darüber hinaus machte Castellacci seine ersten Erfahrungen im GT-Sport. Er nahm an einigen Rennen der italienischen GT-Meisterschaft sowie des deutschen Porsche Carrera Cups teil und absolvierte Gaststarts im Porsche Supercup.
2011 wechselte Castellacci vollständig in den GT-Sport. Er erhielt bei AF Corse ein Cockpit in einem Ferrari 458 Italia GT3. Federico Leo wurde sein Teamkollege. Die beiden gewannen ein Rennen und beendeten drei Rennen auf dem zweiten Platz. Mit 111 zu 102 setzten sie sich gegen Mike Parisy durch und wurden Europameister. 2012 blieb Castellacci bei AF Corse und wurde Pilot in der FIA-GT1-Weltmeisterschaft. Er fährt erneut einen Ferrari 458 Italia GT3. Enzo Ide ist sein Teamkollege.

## Statistik

### Karrierestationen
| - 2006: Formel Azzurra (Platz 8) - 2007: Britische Formel 3 (Platz 22) - 2008: Italienische Formel 3 (Platz 4) | - 2009: Italienische Formel 3 (Platz 8) - 2010: Italienische Formel 3 (Platz 18) - 2010: Italienische GT-Meisterschaft (Platz 60) | - 2010: Deutscher Porsche Carrera Cup - 2011: FIA-GT3-Europameisterschaft (Meister) - 2012: FIA-GT1-Weltmeisterschaft |

### Le-Mans-Ergebnisse
| Jahr | Team                | Fahrzeug                 | Teamkollege  | Teamkollege          | Platzierung | Ausfallgrund    |
| ---- | ------------------- | ------------------------ | ------------ | -------------------- | ----------- | --------------- |
| 2015 | Aston Martin Racing | Aston Martin Vantage GTE | Roald Goethe | Stuart Hall          | Ausfall     | Unfall          |
| 2017 | Spirit of Race      | Ferrari 488 GTE          | Thomas Flohr | Olivier Beretta      | Rang 41     |                 |
| 2018 | Spirit of Race      | Ferrari 488 GTE          | Thomas Flohr | Giancarlo Fisichella | Rang 26     |                 |
| 2019 | Spirit of Race      | Ferrari 488 GTE          | Thomas Flohr | Giancarlo Fisichella | Rang 43     |                 |
| 2020 | AF Corse            | Ferrari 488 GTE Evo      | Thomas Flohr | Giancarlo Fisichella | Rang 39     |                 |
| 2021 | AF Corse            | Ferrari 488 GTE Evo      | Thomas Flohr | Giancarlo Fisichella | Rang 39     |                 |
| 2022 | AF Corse            | Ferrari 488 GTE Evo      | Thomas Flohr | Nick Cassidy         | Rang 39     |                 |
| 2023 | AF Corse            | Ferrari 488 GTE Evo      | Thomas Flohr | Davide Rigon         | Rang 31     |                 |
| 2024 | Vista AF Corse      | Ferrari 296 GT3          | Thomas Flohr | Davide Rigon         | Ausfall     | Unfall          |
| 2025 | Vista AF Corse      | Ferrari 296 GT3          | Thomas Flohr | Davide Rigon         | Ausfall     | Getriebeschaden |

### Sebring-Ergebnisse
| Jahr | Team     | Fahrzeug        | Teamkollege | Teamkollege   | Platzierung | Ausfallgrund |
| ---- | -------- | --------------- | ----------- | ------------- | ----------- | ------------ |
| 2023 | AF Corse | Ferrari 296 GT3 | Simon Mann  | Miguel Molina | Rang 35     |              |

### Einzelergebnisse in der FIA-Langstrecken-Weltmeisterschaft
| Saison  | Team                    | Rennwagen                | 1   | 2   | 3   | 4   | 5   | 6   | 7   | 8   | 9   |
| ------- | ----------------------- | ------------------------ | --- | --- | --- | --- | --- | --- | --- | --- | --- |
| 2015    | Aston Martin Racing     | Aston Martin Vantage GTE | SIL | SPA | LEM | NÜR | AUS | FUJ | SHA | BAH |     |
| 2015    | Aston Martin Racing     | Aston Martin Vantage GTE | 20  | 29  | DNF | 29  | 26  | 29  | 27  | 32  |     |
| 2017    | Spirit of Race          | Ferrari 488 GTE          | SIL | SPA | LEM | NÜR | MEX | AUS | FUJ | SHA | BAH |
| 2017    | Spirit of Race          | Ferrari 488 GTE          | DNF | 28  | 41  | 23  | 24  | 23  | 19  | DNF | 23  |
| 2018/19 | Spirit of Race          | Ferrari 488 GTE          | SPA | LEM | SIL | FUJ | SHA | SEB | SPA | LEM |     |
| 2018/19 | Spirit of Race          | Ferrari 488 GTE          | 30  | 26  | 26  | 27  | 25  | 21  | 28  | 43  |     |
| 2019/20 | Spirit of Race AF Corse | Ferrari 488 GTE          | SIL | FUJ | SHA | BAH | AUS | SPA | LEM | BAH |     |
| 2019/20 | Spirit of Race AF Corse | Ferrari 488 GTE          | 26  | 24  | 26  | 23  | 26  | 21  | 39  | 16  |     |
| 2021    | Spirit of Race AF Corse | Ferrari 488 GTE          | SPA | POR | MON | LEM | BAH | BAH |     |     |     |
| 2021    | Spirit of Race AF Corse | Ferrari 488 GTE          | 23  | 20  | 25  | 39  | 24  | 25  |     |     |     |
| 2022    | AF Corse                | Ferrari 488 GTE          | SEB | SPA | LEM | MON | FUJ | BAH |     |     |     |
| 2022    | AF Corse                | Ferrari 488 GTE          | 30  | 24  | 39  | 30  | 26  | 29  |     |     |     |
| 2023    | AF Corse                | Ferrari 488 GTE          | SEB | POR | SPA | LEM | MON | FUJ | BAH |     |     |
| 2023    | AF Corse                | Ferrari 488 GTE          | 21  | 24  | DNF | 31  | 31  | 23  | 25  |     |     |
| 2024    | AF Corse                | Ferrari 296 GT3          | KAT | IMO | SPA | LEM | SAO | AUS | FUJ | BAH |     |
| 2024    | AF Corse                | Ferrari 296 GT3          | 20  | 29  | 21  | DNF | 32  | DNF | 13  | 21  |     |
| 2025    | AF Corse                | Ferrari 296 GT3          | KAT | IMO | SPA | LEM | SAO | AUS | FUJ | BAH |     |
| 2025    | AF Corse                | Ferrari 296 GT3          | 25  | 23  | 17  | DNF | 28  |     |     |     |     |